# Basilea (reina)
Basilea és la primera reina del regne de l'Atlàntida a la mitologia de l'antiga Grècia. Basilea és sovint confosa amb Teia, va ser l'esposa d'Hiperíon i la mare més habitualment acceptada de Selene, Hèlios i Eos. Les dues dones podrien ser la mateixa persona.
Basilea és la més gran i una de les més cèlebres filles d'Úranos, que tingué quaranta-cinc fills de diferents dones, d'entre les quals Rea i Pandora. A Basilea se li retia culte com una «Gran Mare» (magna mater) per la manera com tenia cura dels seus joves germans. Després de la mort del seu pare, fou escollida reina d'Atlàntida per votació popular. Basilea esposà el seu germà Hiperió i tingueren dues criatures: Selene, deessa de la lluna, i Hèlios, déu del sol. Els altres germans de Basilea mataren Hiperió per por que pogués usurpar-li el tron, i ofegaren Hèlios a l'Erídan o el Po, a Itàlia. Per amor al seu germà, Selene se suïcidà saltant d'una teulada. Quan s'assabentà de la mort dels seus fills, Basilea es tornà boja i errà d'una banda a l'altra, totalment escabellada i tocant la pandereta i els címbals. Malgrat que el poble de l'Atlàntida provà de retenir-la, Basilea desaparegué dins una tempesta terrible. Des d'aleshores, les cerimònies en honor seu i dels seus fills s'acompanyaven de danses amb pandereta i címbals.
Basilea és igualment mencionada de diferents maneres en altres versions. És coneguda també com una filla d'Úranos i de Tellus, i s'ha suposat que era la mare de tots els déus. És igualment possible que sigui una altra versió d'Afrodita (o Venus, a la mitologia romana),.

## Art contemporani
- Basilea figura entre les 1 038 dones referenciades a l'obra d'art contemporani The Dinner Party (1979) de Judy Chicago. El seu nom hi és associat a Boudica.[8][9]